# رنشيت أزرق
رِنْشِيت أزرق حشرة من جنس رنشيت في فصيلة السوسينات.